# Ecce Ancilla Domini
Ecce Ancilla Domini est un tableau du peintre britannique Dante Gabriel Rossetti réalisé en 1850. De format vertical, cette huile sur toile préraphaélite est une Annonciation pour laquelle ont posé Christina Rossetti et William Michael Rossetti. Elle représente Marie recroquevillée dans son lit alors qu'un Gabriel aptère, mais qui flotte debout au-dessus du sol, lui offre des lys. Son titre en latin reprend la réponse qu'aurait faite la jeune femme à l'archange, d'après l'Évangile selon Luc, pour consentir à l'Incarnation. L'œuvre est conservée à la Tate Britain, à Londres. Elle a pour pendant L'Enfance de la Vierge Marie, également à la Tate